# 뽀롱뽀롱 뽀로로의 얼음별 대모험
뽀롱뽀롱 뽀로로의 얼음별 대모험은 실제로 개봉하지 않은 뽀로로 극장판이다. 누군가에 의해 창작되었다.

## 줄거리
남극의 거대한 빙산 조각에 갇혀 있던 짱구는 빙산과 함께 서울로 떠내려온다. 강 기슭에 쓰러져 있던 짱구를 인형으로 착각한 유리와 맹구는 짱구를 집으로 데려와 빨랫줄에 말린다. 뚱이는 초능력자인 짱구에 못 이겨 그를 집안으로 들이지만 짱구를 쫓아내지 못해 안달이다. 거기에 뽀로로, 세일러문, 사카이 코지로까지 가세하면서 뚱이의 미움은 커져간다. 계속되는 뚱이의 구박에 그들은 어른이 되어 있을 미래로 가자며 타임 코스모스를 타고 우연히 패티와 뚱이까지 우주로 휩쓸려 우주공간을 헤멘다. 짱구의 실수로 일행은 영혼들만 사는 얼음별에 도착하게 된다.

## 등장인물/성우진(가상)
- 뽀로로 - 성우 이선
- 짱구 - 성우 박영남
- 세일러문 - 성우 최덕희
- 패티 - 성우 정미숙
- 사카이 코지로 - 성우 홍승섭
- 뚱이 - 성우 이인성